# Kulan (ort)
Kulan (kazakiska: Qulan) är en ort i Kazakstan.   Den ligger i oblystet Zjambyl, i den sydöstra delen av landet, 900 km söder om huvudstaden Astana. Kulan ligger 712 meter över havet och antalet invånare är 13 128.
Terrängen runt Kulan är platt åt nordost, men åt sydväst är den kuperad. Terrängen runt Kulan sluttar norrut. Runt Kulan är det mycket glesbefolkat, med 6 invånare per kvadratkilometer. Kulan är det största samhället i trakten. Trakten runt Kulan består i huvudsak av gräsmarker.